# Erebia infralbosparsa
Erebia infralbosparsa är en fjärilsart som beskrevs av Ruggero Verity 1953. Erebia infralbosparsa ingår i släktet Erebia och familjen praktfjärilar. Inga underarter finns listade i Catalogue of Life.